# Хатчисон-Стирлинг, Флоренс
Флоренс Хатчисон-Стирлинг (англ. Florence Hutchison-Stirling; 1858, Лондон — 6 мая, 1948, Бернтайленд) — шотландская шахматистка, участница чемпионата мира по шахматам среди женщин (1927), многократная чемпионка Шотландии по шахматам среди женщин (1905, 1906, 1907, 1912, 1913).

## Биография
Флоренс Хатчисон-Стирлинг была одной из пяти дочерей и двух сыновей Джеймса Хатчисона Стирлинга (англ. James Hutchison Stirling; 1820—1909), шотландского философа-идеалиста. Она начала играть в шахматы в возрасте восьми или девяти лет, скоро достигнув такого уровня игры, как и ее отец, который интересовался различными настольными играми. Флоренс Хатчисон-Стерлинг была членом Эдинбургского дамского шахматного клуба и поддерживала деятельность Шотландской дамской шахматной ассоциации (основана в 1905 году). Она была пятикратным победителем чемпионатах Шотландии по шахматам среди женщин (1905, 1906, 1907, 1912, 1913). Также Флоренс Хатчисон-Стирлинг стала первой женщиной, которая выступила на чемпионате Шотландии по шахматам среди мужчин (1925, 1927). Она играла в нескольких чемпионатах Великобритании по шахматам среди женщин, где лучшие результаты достигла в 1913 году, когда разделила 1-е место, но проиграла плей-офф за звание чемпионки, и в 1923 году, когда разделила 2-е — 5-е место. В 1923 году в Портсмуте сыграла вничью с Александром Алехином в сеансе одновременной игры на 37 досках. В 1927 году Флоренс Хатчисон-Стерлинг приняла участие в первом турнире за звание чемпионки мира по шахматам, где она заняла 8-е место.